# 厄馬 (新澤西州)
厄馬（英語：Erma）是位於美國新澤西州開普梅縣的普查規定居民點。

## 人口
根據2020年美國人口普查的數據，厄馬的面積為7.80平方千米，當中陸地面積為7.55平方千米，而水域面積為0.25平方千米。當地共有人口2031人，而人口密度為每平方千米260.38人。